# La Musica Notturna delle strade di Madrid
Vous lisez un « bon article » labellisé en 2016.
La Musica Notturna delle strade di Madrid (La Musique nocturne des rues de Madrid) est une composition pour quintette à cordes à deux violoncelles de Luigi Boccherini faisant partie intégrante du recueil de six quintettini opus 30 (G.319-324).
Composé en 1780 à Arenas de San Pedro alors que le compositeur est au service de don Luis, prince de la maison de Bourbon, ce quintettino évoque l'atmosphère des rues de Madrid à la nuit tombée. Il s'agit de son second essai de musique descriptive après celui du quintette en ré majeur opus 11 no 6 (G.276) L'Uccelleria de 1771.

## Présentation de l’œuvre
Le mariage morganatique de l'infant Louis Antoine de Bourbon (« don Luis »), frère du roi Charles III, avec María Teresa de Vallabriga en 1776, entraîne l'exil de sa cour de Madrid. En tant que « violoncelliste de sa chambre et compositeur de musique » (virtuoso di camera e compositor di musica), Boccherini le suit dans ses nombreuses pérégrinations avant que le prince ne se fixe à Arenas de San Pedro, petite localité de la province d'Ávila. Éloigné de tous les centres musicaux d'Europe, Boccherini y affirme néanmoins son style personnel dans la composition d'une centaine d’œuvres, la plupart destinées à la musique de chambre.
Tout comme le souligne le musicologue Jaime Tortella, La Musica Notturna delle strade di Madrid est avant tout une musique à programme « […] sans équivalent, davantage dans la ligne d'une suite que d'un quintette à proprement parler, d'une beauté surprenante et d'une magistrale capacité picturale ». En effet, son inspiration est essentiellement rétrospective, toute fondée sur les nuits de flânerie où se tenait la cour de don Luis, du temps où celle-ci évoluait dans une Madrid bouillonnante de vie :

« […] avec ses effervescences et ses fêtes, les cloches des églises appelant à la prière des vêpres, les bals populaires où s'amusent les filles et les garçons des faubourgs et les aumônes que des aveugles gagnent grâce à leurs vielles à roue caractéristiques… jusqu'à l'arrivée de la troupe du Quartel invitant les gens à la Ritirata, avec son couvre-feu de minuit. »

Sans pour autant céder à un folklorisme superficiel, Boccherini réutilise les chansons déclamées avec emphase dans les rues populaires. De la Plaza de Lavapiés, où se masse tout un attroupement de manolos se divertissant la nuit venue en danses et en jeux aux nombreuses paroisses carillonnant leur Ave Maria en fin de journée. Ou bien, en ces autres quartiers tout aussi populeux comme celui de El Barquillo avec ses fameux chisperos, forgerons pour la plupart issus des milieux déshérités de la capitale ou encore celui de Las Maravillas. C'est toute une population bigarrée, vivante, chantante et dansante qui nous est restituée à travers cette musique.

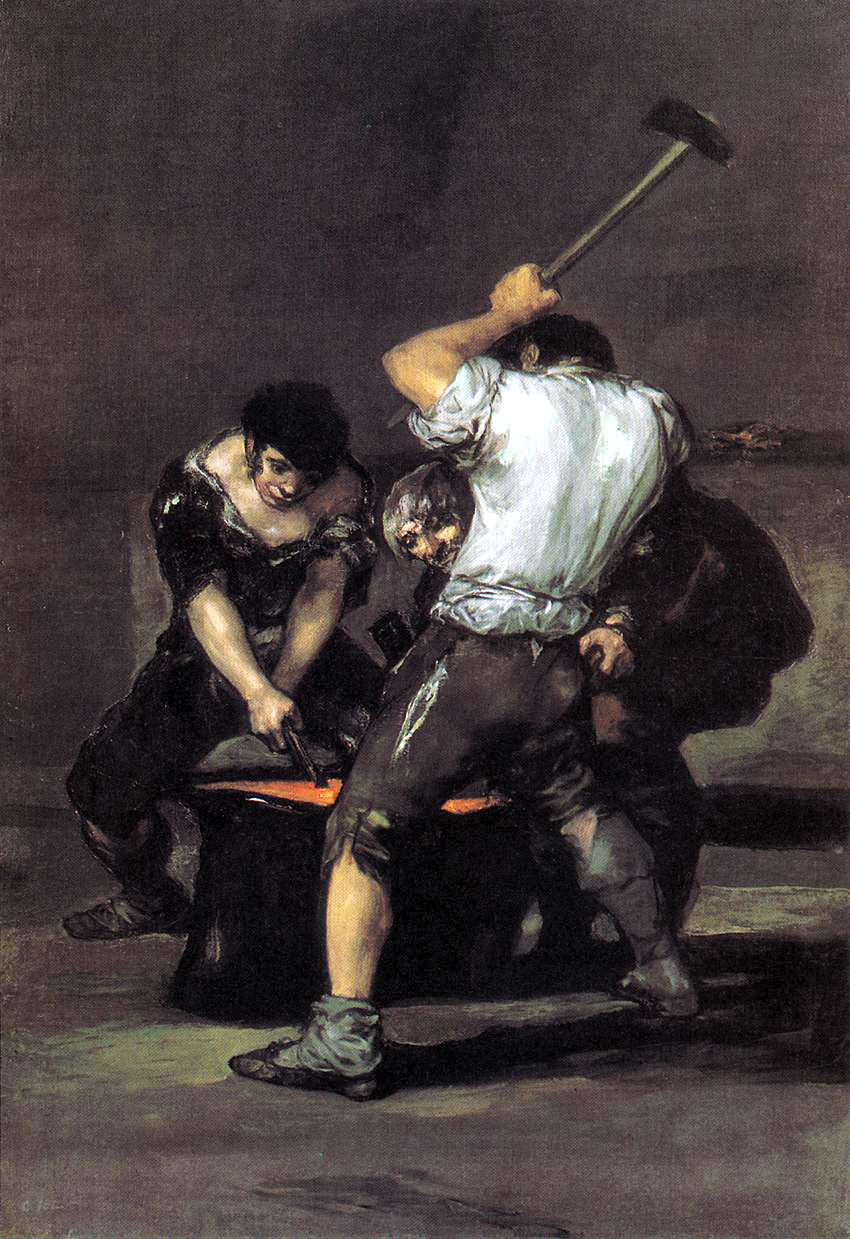
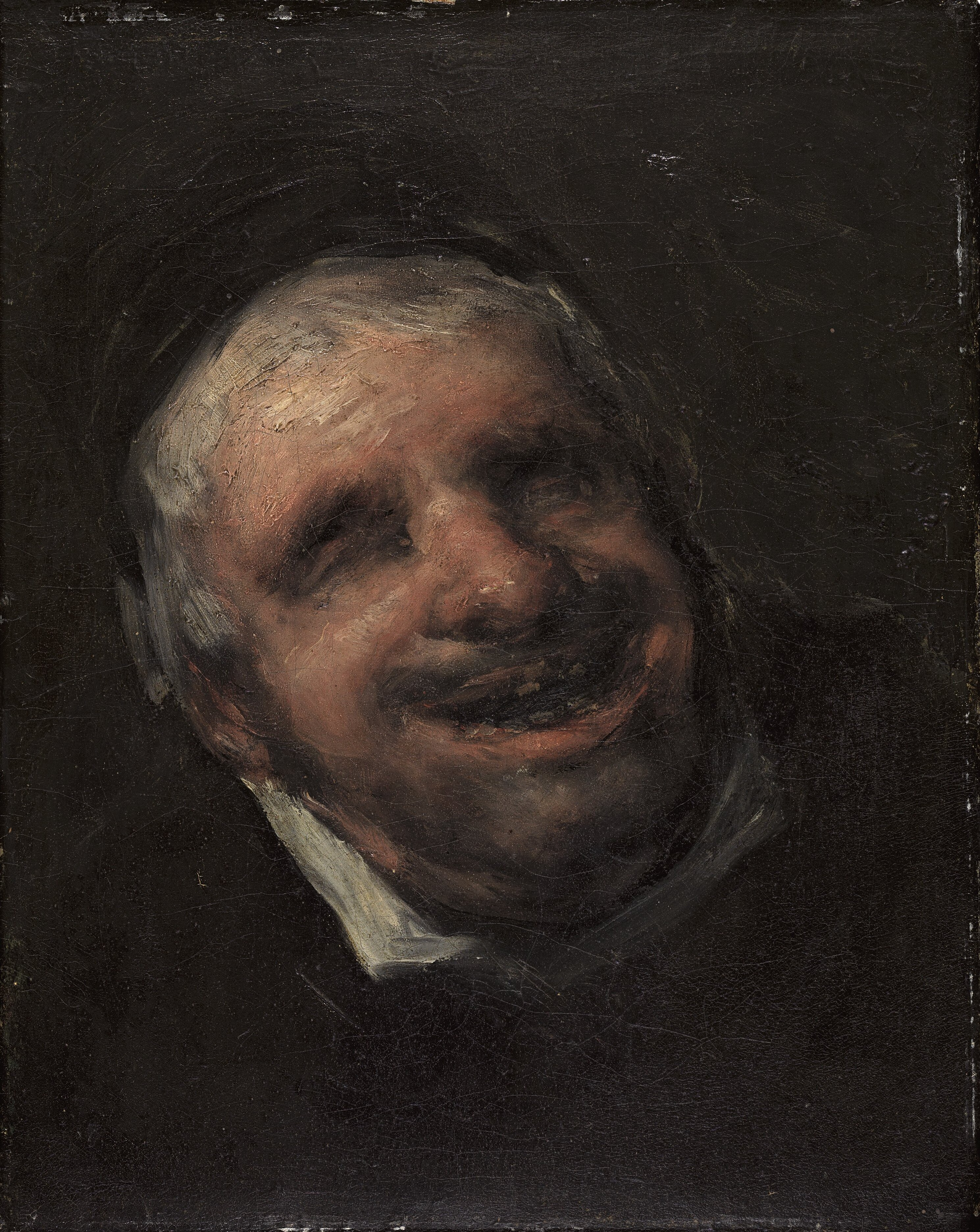
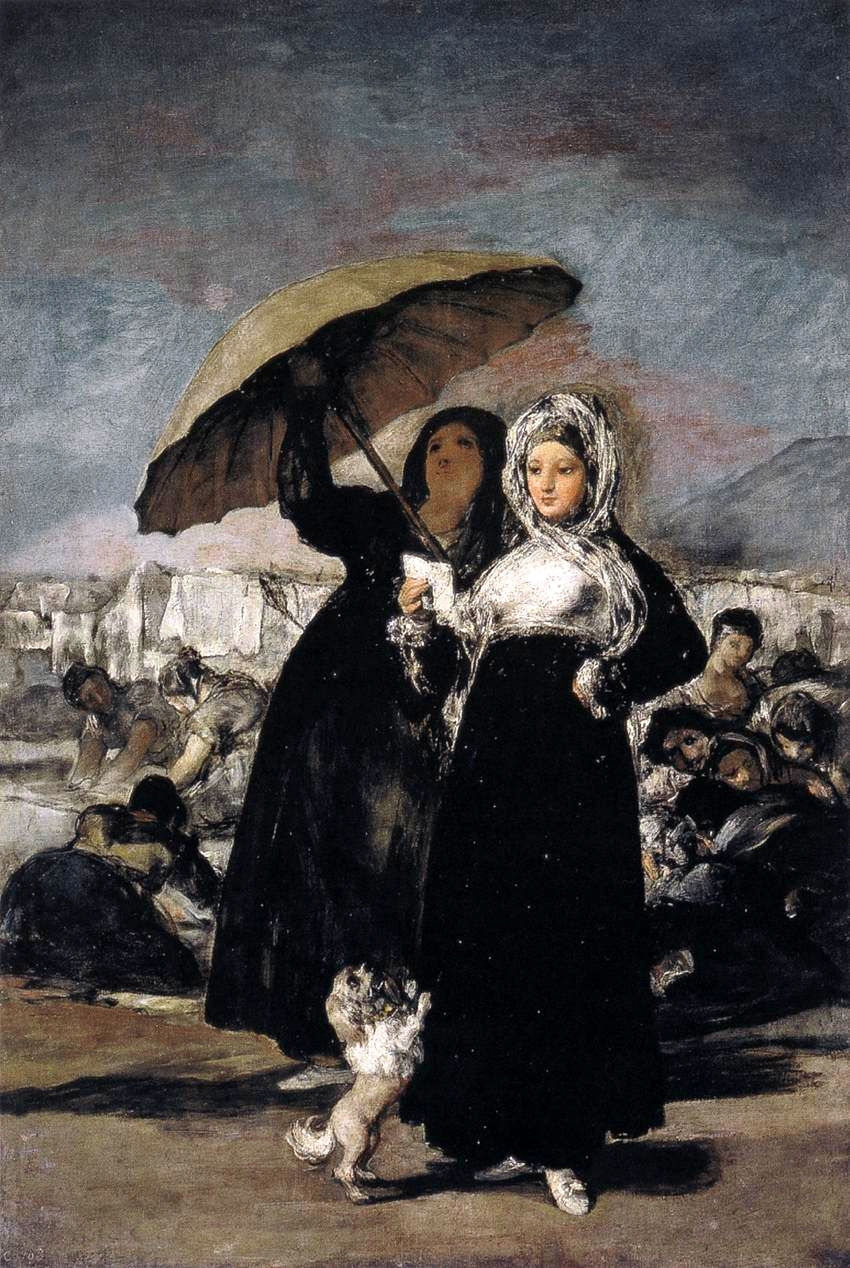

Cependant, s'interroge Jaime Tortella, doit-on y voir l'expression d'« une certaine nostalgie de la vie citadine » rendue nécessaire par un exil prolongé à Arenas, ou bien un hommage à la capitale et aux Madrilènes ? Quoi qu'il en soit, Boccherini cherche dans cette musique à sortir de la norme qui prévaut dans la société de son époque. En évoquant une cour partageant ses distractions nocturnes avec les classes populaires, le compositeur n'a-t-il pas inconsciemment attribué à la musique le pouvoir de niveler les distinctions sociales ?
D'autre part loin d'être isolée, chaque section de ce quintette décrit certains aspects de la vie nocturne de Madrid dont très certainement Boccherini a été le témoin : depuis la sonnerie de l'angélus du soir jusqu'au couvre-feu. Cette décision participe d'un choix parmi tant d'autres scènes de genre qu'un artiste et ami du musicien comme Francisco de Goya par exemple, a pu représenter dans sa peinture. Aussi se pose in fine la question des critères esthétiques qui ont concouru dans le choix du compositeur à privilégier telle scène plutôt qu'une autre.
Alors que Tortella interprète l'œuvre de Boccherini comme une représentation programmatique de la vie nocturne madrilène, le chef d'orchestre Dick van Gasteren (nl) estime que l'œuvre doit avant tout être interprétée de manière symbolique. Van Gasteren a analysé l'œuvre par analogie avec l'iconographie et a rencontré d'innombrables références à la politique, à la religion, aux arts visuels, au théâtre et à l'amour. Il a montré que l'œuvre avec la technique du soggetto cavato et d'autres symboles contient des références ou est une sérénade à un amour secret, l'actrice Maria del Rosario (es) surnommée La Tirana. [D. van Gasteren, La Musica Notturna delle Strade di Madrid van Luigi Boccherini. Persoonlijke getuigenis of sociaal politieke boodschap, Baarn: Prominent 2022.  (ISBN 978-94-92395-39-9).]

## Structure et analyse
Sur le manuscrit, Boccherini présente ainsi la teneur de l’œuvre :
| « Nota. Questo quintettino representa la Musica che passe di notte per le strade di Madrid, cominciando dal suono dell'Ave Maria, sino alla Ritirata. Tutto ciò che non è conforme alle rigore del contrapunto, deve condenarsi alla verità della cosa che si vuole representare. » |  |  | « Ce petit quintette décrit la musique que l'on entend la nuit dans les rues de Madrid : elle commence par la sonnerie de l’Ave Maria jusqu'au couvre-feu. Tout cela n'est pas traité avec la rigueur exigée du contrepoint, mais vise tout simplement à rendre la vérité des choses que l'on cherche à dépeindre ici. » |

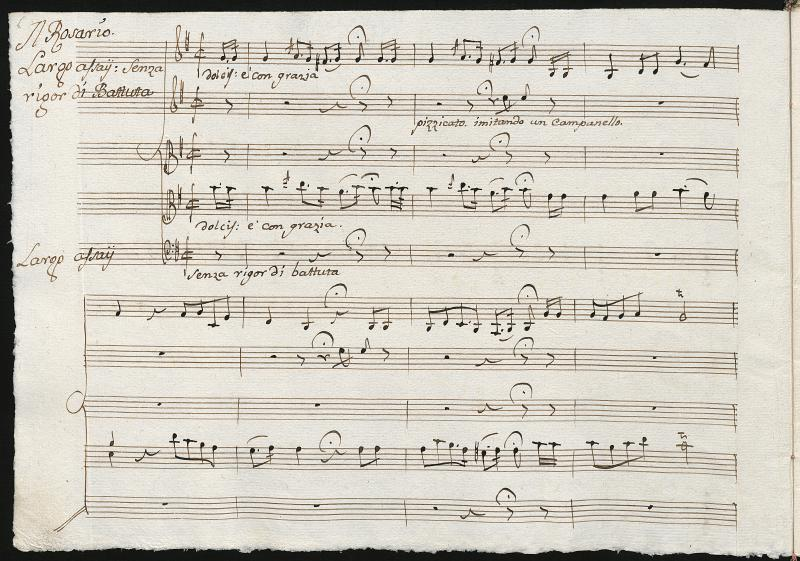
Premières mesures du Rosario de Boccherini. Manuscrit KHM 498 (Berlin, Deutsche Staatsbibliothek).

Le quintette en do majeur comporte sept mouvements. Yves Gérard dans son catalogue thématique ne mentionne que cinq sections ne faisant pas figurer les roulements de tambour comme mouvements :
1. Ave Maria delle Parrochie, 4/4, la mineur
2. Il tamburo dei Soldati
3. Minuetto dei ciechi, 3/4, do majeur
4. Largo assai. Rosario, 2/4, sol majeur
5. Allegro vivo. Los Manolos (Passa calle), 3/4, sol majeur
6. Il tamburo
7. Ritirata con variazioni, Tempo di Marcia. (Flautato sul diapason), 2/4, do majeur

Sa durée d'exécution est d'environ 13 minutes.
Malgré sa longueur et sa structure inhabituelle, le quintettino est Opera piccola dans le catalogue autographe de Boccherini.

### 1 –Ave Maria delle Parrochie
| « Tutti pizzicati imitando il tocco delle campane quando suonan l'Ave Maria. » |  |  | « Les pizzicati imitant le son des cloches quand sonne l’Ave Maria. » |

Le manuscrit de la BnF porte également un second titre : Ave Maria del Quartiere. Les divers Ave Maria des différentes églises de Madrid. Imitation en pizzicato des cloches du début de la sonnerie de l'angélus du soir. Elles annoncent par conséquent la fin de la journée mais aussi le commencement de la soirée.

### 2 –Il tamburo del quartier dei soldati
| « Doppo questo, il primo violino (forte più che puote) entrara imitando il tamburo del quartier dei Soldati, quando ancor essi suonano, e recitano l'Ave Maria del modo che segue. » |  |  | « Après cela, le premier violon (aussi fort que l'on peut) entrera imitant le tambour de la caserne des Soldats, quand sonne encore, et s'égrène l’Ave Maria de la façon qui suit. » |

Le violon I imite les roulements de tambour tout de suite après le mouvement précédent, subito a noté Boccherini. Ils reviennent par la suite entre les 5e et 7e mouvements.

### 3 –Minuetto dei ciechi
| « Con mala grazia.I violoncelli si metteranno attraversato sulle ginocchia e pizzicaranno con le ugnie di tutta la mano posta al rovescio, come chi suona una chitarra. Doppo una breve pausa si replica tutto il minuetto come stà, e poi segue il Rosario. » |  |  | « Con mala grazia (« avec mauvaise grâce »). Les violoncelles seront positionnés en travers sur les genoux et seront frottés en pizzicato avec les ongles de la main retournée, comme si on jouait de la guitare. Après une brève pause, le menuet entier est répété, puis suit le Rosario. » |

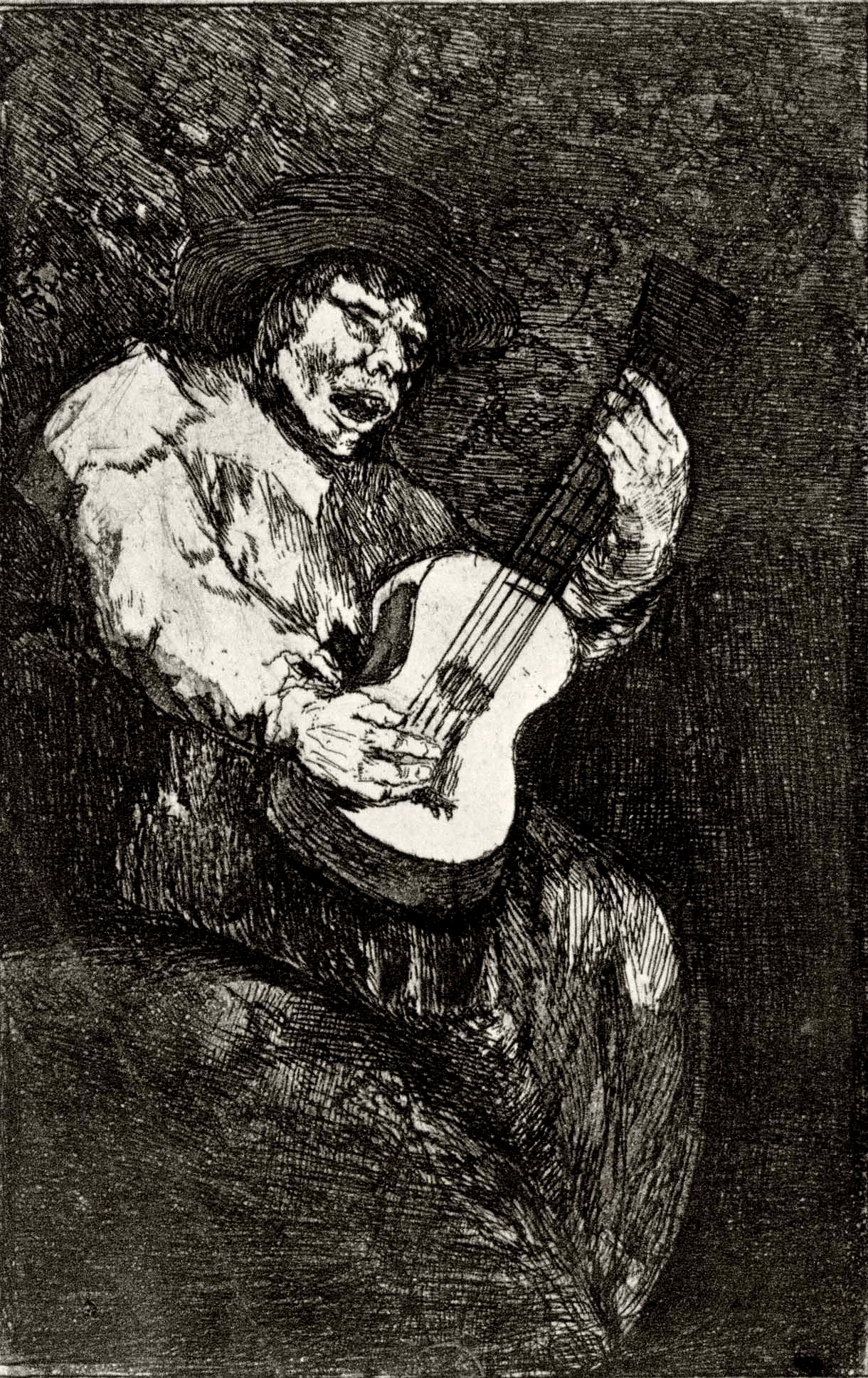
Le chanteur aveugle, dessin par Goya.

Le menuet des mendiants aveugles chantant des ballades ou des complaintes tout en priant pour leurs aumônes. Les violoncellistes doivent tenir leurs instruments sur leurs genoux et imiter le son d'une guitare en pizzicato en utilisant leurs ongles. Accompagné de cette ambiance sonore, le violon I introduit forte une rude mélodie dont la « mauvaise grâce » est soulignée par les termes squajalamente (« maladroitement ») et con asprezza (« avec âpreté ») : 

### 4 –Rosario
| « Il Rosario. Largo assai:Senza rigor di Battuta-Allegro-Largo come prima. » |  |  | « Le Rosaire. Largo assai: Sans rigueur métrique- Allegro-Largo comme précédemment. » |

Le rosaire du soir. Le mouvement doit être joué sans mesure fixe. Pleine de recueillement et réduite à sa plus simple expression, la prière du soir s'élève, des églises de quartier aux demeures avoisinantes toutes fenêtres ouvertes. Indiqué dolce e con grazia, ce mouvement lent ponctué de pizzicati au violon est interrompu par un bref épisode Allegro à 3/4 dans lequel les cinq instruments s'unissent dans une fervente et solennelle communion. À la reprise du Largo come prima, Boccherini note une indication portant  sur le registre grave du violoncelle I : tutto sulla terza corda imitando il fagotto (basson).

### 5 –Los Manolos(Passa calle)
| « Modo di Suono, e Canto, chiamato dagli Spagnoli Passa calle, cioè Passa strada con i quale, o con altro poco differente, si divertono per le strade la notte cantando, e suonando. » |  |  | « Manière de jouer, et de chanter, appelée par les Espagnols Passa calle, c'est-à-dire Passa strada avec laquelle […], ils se divertissent dans les rues la nuit chantant, et jouant. » |

Le manolo était un jeune homme un peu poseur, sans instruction qui se produisait dans les rues en chantant et en dansant. Il était traditionnellement vêtu d'un pantalon s'arrêtant aux genoux (une sorte de culotte courte), de bas blancs, d'une veste courte et très échancrée, de chaussures recouvrant à peine le talon et les orteils, et d'un foulard retenu par un anneau. La guitare était son indispensable accessoire.
Connu aussi sous le titre « Passa calle » et rendu par « Chanteurs des rues » dans le manuscrit copié par Louis Picquot, ce mouvement renvoie au mode de vie nocturne des Madrilènes : leurs chants et distractions le long des rues animées. Les violons imitent pizzicato sempre et forte des effets de guitares, tandis que le violoncelle I entonne comme le refrain d'une chanson populaire :

### 6 –Il primo violino imitando il tamburo
Brève reprise des roulements de tambour par le violon I.

### 7 –Ritirata
| « Nota. Si figura che la Ritirata cominci a farsi sentire de lontano assai; perciò devrà suonarsi con piano, che a pena si senta; il crescendo, è mancando sarà poi conforme si andera avertendo. » |  |  | « Il faut s'imaginer que la Relève [de la garde de nuit] est d'abord entendue dans le lointain, de sorte qu'il faut commencer très piano et si délicatement que dans un premier temps, on n'entende presque rien […] » |

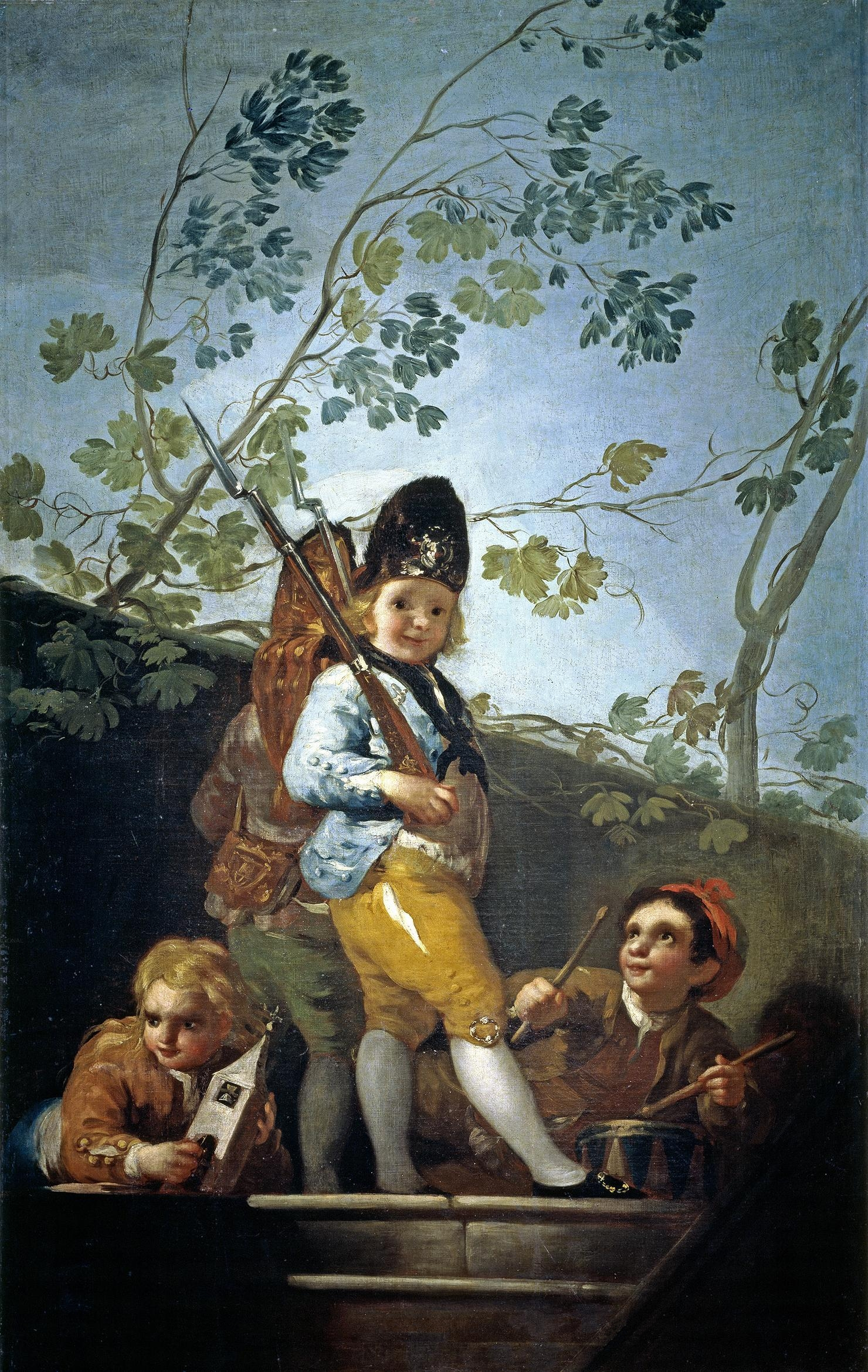
Enfants jouant aux soldats par Goya.

La troupe du Quartel (« Quartier ») invitant la population à rejoindre leur maison pour la nuit. Par un jeu de crescendo : « si comenci a sentir più da vicino », « forte quanto si possa » et de decrescendo : « a mezza voce », « pianissimo », « che a pena si senta » et enfin « morendo », Boccherini donne l'impression qu'une troupe de soldats accompagnés de musiciens passe et s'éloigne de l'auditeur. Le compositeur insiste sur le fait que le « crescendo, è mancando sarà poi conforme si andera avertendo », c'est-à-dire que les indications de crescendo et de mancando (diminuendo) doivent être strictement respectées.
Le thème est suivi de 11 variations. Dans la cinquième notamment, le violon I se réapproprie le thème en imitant le tambour tandis qu'avec la sixième, le climax est d'ores et déjà atteint : « forte quanto si possa ». L'intensité ainsi libérée se relâche et s’apaise dans les quatre variations suivantes tout en gardant du thème son profil de marche militaire. La dernière et onzième variation indiquée « morendo » dans son ultime mesure n'est déjà plus que le lointain souvenir d'une troupe en déplacement.
Le mot « fine » que l'on retrouve sur les deux partitions manuscrites (Paris et Berlin) et qui conclut laconiquement cette étonnante œuvre peut se comparer au silence retrouvé de la ville durant la nuit.

## Manuscrits
- Paris, Bibliothèque nationale de France, Bibliothèque-Musée de l'Opéra, F-Po, Rés. 508 (1-3) : manuscrit autographe, parties séparées[11].
- Berlin, Deutsche Staatsbibliothek, D-B. KHM 498[12] : manuscrit autographe d'une première version, envoyé au roi de Prusse Frédéric-Guillaume II[13].
- Mulhouse, Bibliothèque-Médiathèque, F-MH, MN. 4863 (XIXe siècle)[14].
- Paris, Bibliothèque nationale de France, département Musique, RES F-1191 : copie par Louis Picquot du manuscrit perdu envoyé à Ignace Pleyel en 1797[13].
- Washington, Librairy of Congress, M552. B67. op.30 (G) Case (XIXe siècle), copie par « Dr. Richard Drews »[13].

## Publications
Composé en 1780, ce quintette est le second essai de musique descriptive après celui du quintette en ré majeur opus 11 no 6 (G.276) L'Uccelleria composé en 1771. Il fait partie intégrante du recueil de six quintettini opus 30 (G.319-324)
Quelques années plus tard, Boccherini manifeste des réticences quant à l'exécution et à la publication de ce quintette insolite hors de son pays d'origine, comme il l'écrit à Ignace Pleyel dans une lettre datée du 10 juillet 1797 :
| « Nel op(er)a 30. Quintettini troverete che uno ha per titulo « La Musica Notturna delle strade di Madrid ». questo pezzo è totalmente inutile, ed anche ridicolo fuori di Spagna poiche non possono gl'uditori giammai comprenderne il significato, ne gl'esecutori sonarlo come deve essere suonato, per il che in Suo Luogo vi mando una Sinfonia di più […] » |  |  | « Dans l'opus 30, les Quintettes, vous verrez que l'un s'intitule « La Musica Notturna delle strade di Madrid ». Ce morceau est absolument inutile et même ridicule hors d'Espagne, puisque ceux qui l'écoutent ne peuvent jamais en comprendre le sens et que les musiciens ne peuvent le jouer comme il doit être joué. C'est pourquoi je vous envoie à la place une Symphonie supplémentaire […] » |

Très populaire de son vivant, le quintette reste inédit jusqu'à sa publication en 1921 par Christian Bachmann à Hanovre, et c'est aujourd'hui l'un des plus célèbres du compositeur. Son cinquième mouvement Passa calle a notamment été joué à l'ouverture des Jeux olympiques d'été de 1992 à Barcelone sous le titre Los Españoles se divierten en la calle.

## Arrangements

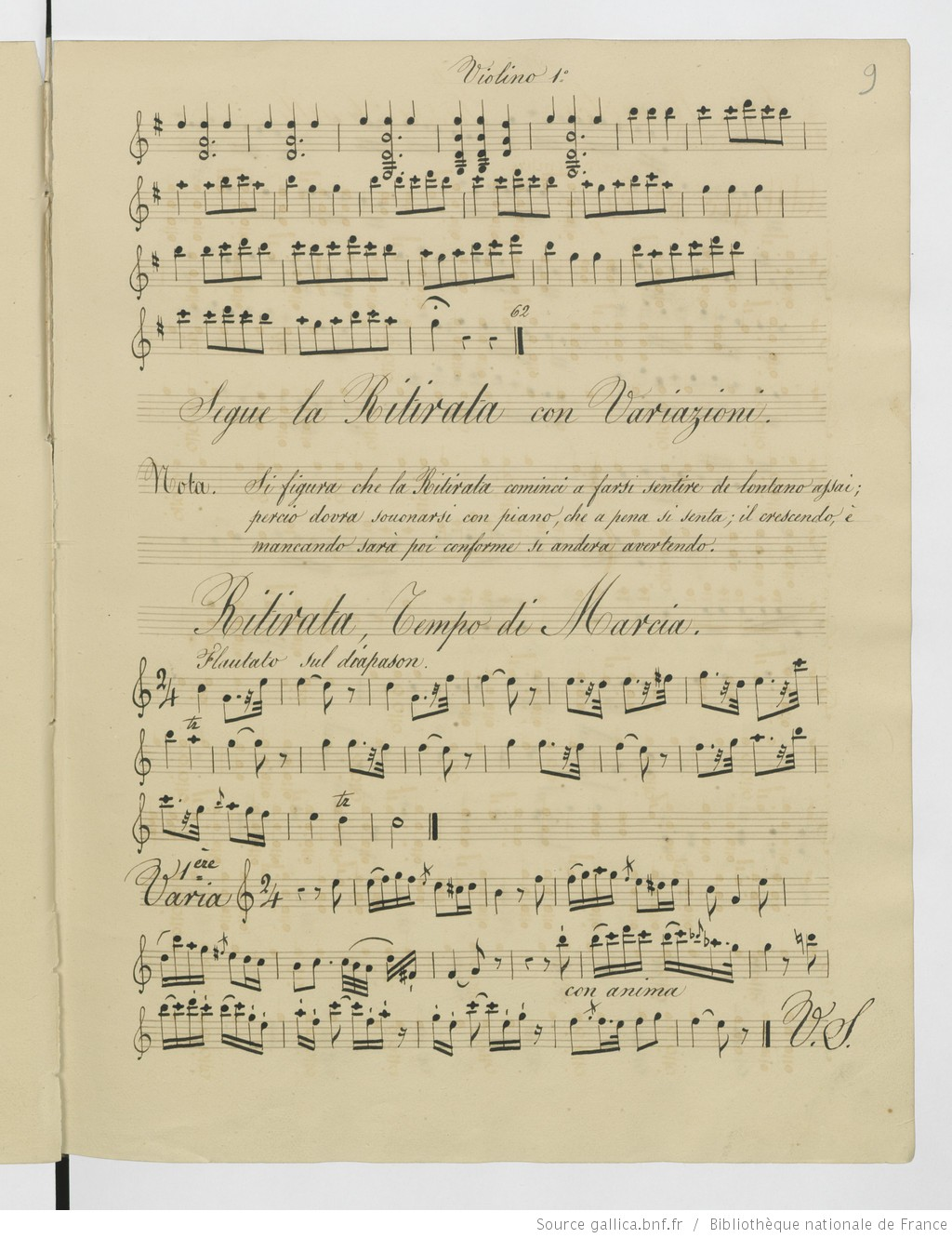
La Ritirata (con Variazioni) de Boccherini. Manuscrit RES F-1191 (Paris, BnF).

Boccherini a arrangé trois fois le mouvement la  Ritirata pour :
- quintette avec piano, op. 57 no 6 (G.418) ;
- quintette avec guitare, no 9 (G.453) ;
- quintette avec deux altos, (G.390) : transcription du quintette op. 57 no 6 (G.418).

Luciano Berio a transcrit en 1975 les quatre versions de la « Ritirata notturna di Madrid » en les superposant : Quattro versioni originali della « Ritirata notturna di Madrid » sovrapposte e transcritte per orchestra. Par de légères modifications, il apporte timbres et couleurs, percussions, tambours et trompettes dans un puissant crescendo, avant de laisser s'éteindre doucement la musique dans le silence nocturne. La pièce est une commande destinée à l'orchestre de la Scala, comme ouverture.
Le compositeur porto-ricain Roberto Sierra s'est inspiré de l'hétérogénéité du matériel musical du quintette pour sa  Fantasía sobre « la Musica Notturna delle Strade di Madrid ». Dans la descendance des quintettes avec guitare de Boccherini, sa composition écrite en 2013 également pour cet effectif, a été commandée par le guitariste cubain Manuel Barrueco pour une tournée avec le quatuor Casals aux États-Unis. Roberto Sierra explique sa démarche compositionnelle dans son intention de superposer les sons du XXIe siècle avec ceux du XVIIIe siècle : « dans ma Fantaisie, le passé se trouve dans une relation dialectique avec le présent ; ils ne s'annulent pas l'un l'autre, le résultat est un harmonieux monde sonore intemporel ».
Tout comme pour le célèbre « Menuet » du quintette  en mi majeur opus 11 no 5 (G.275), il existe sur le marché de l'édition musicale une pléthore d'arrangements de La Musica Notturna delle strade di Madrid. Le plus souvent, le quintette de base de la composition est renforcé aux cordes par un orchestre de chambre. D'autres arrangements, plus originaux, sont pour orchestre d'harmonie ou au contraire réduits à trois instruments comme deux violons et piano à trois/quatre mains (Benedict Kullman) ou encore deux violons et flûte (Lindsay Davies-White), pour ne citer que ces deux exemples.

## Discographie
Cette œuvre a fait l'objet de plusieurs enregistrements parmi lesquels :
- début des années 1960 : Nuit de garde à Madrid - Orchestre de chambre de Moscou, dir. Rudolf Barchaï (LP Mosoblsovnarkhoz D-7219 / Le Chant du monde LDX S 8313) (OCLC 947774130)
- 1967 : Musica notturna di Madrid op. 30, no 6, Orchestre de chambre de Cologne, sous la direction d'Helmut Müller-Brühl (prise de son André Charlin, Disques Charlin référence CHA SLC31) (OCLC 903688781)[20]
Cet enregistrement intitulé « Divertissements nocturnes » a fait l'objet, lors de sa première parution, d'une élogieuse critique de Georges Chérière dans le no 116 du magazine Diapason[21] : « L'ensemble de chambre de Cologne nous charme et nous fait vite oublier le curieux couplage Chant du Monde qui nous proposait cette page. La prise de son Charlin est un régal ».
- 1972 : Nuit de garde à Madrid - Orchestre philharmonique de Berlin sous la direction d'Herbert von Karajan (août 1969, LP DG 2530.247 / CD 449 724-2 (avec Respighi) / SACD (Japon) UCGG-9035)
Cet enregistrement a fait l'objet d'une critique amère de Denys Lemery dans le magazine Diapason, no 183, janvier 1974, p. 53-54 : « Ce genre de disque donnera des armes aux détracteurs de Karajan ayant tendance à croire que celui-ci se sert de la musique. […] conclusion : décevant… inutile. » ;
- 1975 : Quintettino op. 30, no 6 Musica notturna delle strade di Madrid (traduit par « Night Music of the Streets of Madrid ») - Quintetto Boccherini (LP Ensayo ENY 707) (OCLC 917158656)L'altiste Luigi Sagrati (1921-2008), un des membres du Quintetto Boccherini.

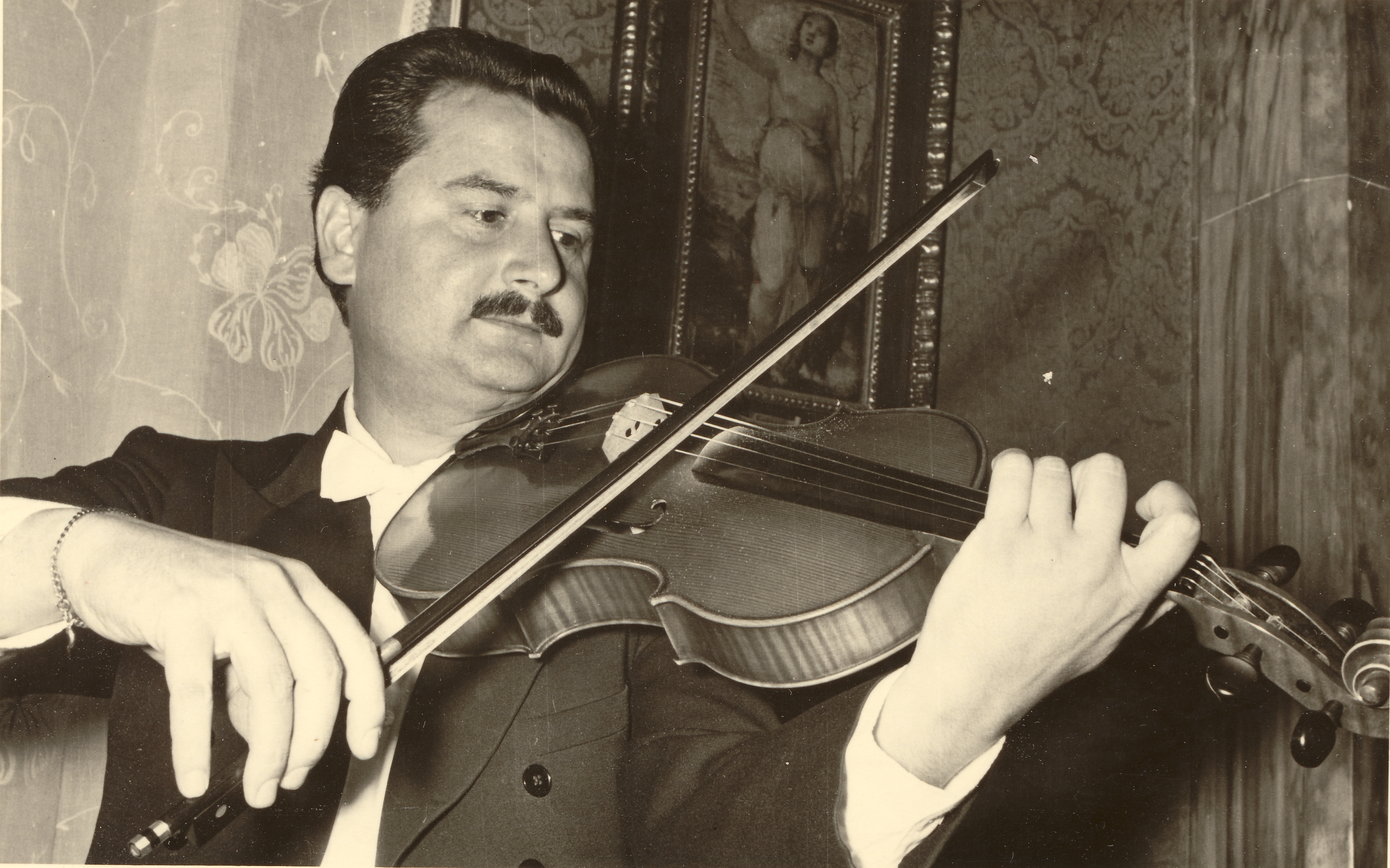
L'altiste Luigi Sagrati (1921-2008), un des membres du Quintetto Boccherini.

Cet enregistrement a obtenu le Grand prix du disque de la musique par l'Académie Charles-Cros et a fait l'objet d'une très élogieuse critique de Jean-Yves Bras dans le magazine Diapason, no 203, janvier 1976, p. 22-23 : « Le Quintette sous-titré La musica notturna di Madrid, plus souvent exécuté dans sa version pour orchestre de chambre, paraît d'une audace vraiment déconcertante. À se demander à quoi tient la célébrité du trop fameux Menuet du Quintette no 11 ? […] Notons au passage qu'il ne reste de l'ancienne formation que l'altiste, Luigi Sagrati. Peu importe d'ailleurs, car nous sommes comblés par l'interprétation du nouvel ensemble. Mieux que quiconque, il défend le musicien dont il porte le nom : souplesse du phrasé, qualité instrumentale. » ;
- 1978 : « Les trésors de l'Ère Baroque » (arr. Schönherr) - Orchestre de chambre national iranien de Radio et de Télévision, dir. Emil Tchakarov (1978, LP EMI TSA 3613 & 3614 / SLS 5144) (OCLC 5881870)
- 1993 : Opera con titoli, quintettes à cordes nos 60, 65 et 72 (G.324, 223, 336) - Mayumi Seiler, Silvia Walch (violons) ; Diemut Poppen (alto) ; Richard Lester, Howard Penny (violoncelles) (23-26 février 1993, Capriccio « Boccherini-Edition, vol. 8 » 10 453) (OCLC 724866551)
Cet enregistrement lors de sa sortie a fait l'objet d'une élogieuse critique de Jean Hamon, notée « 9 » dans le magazine Répertoire, no 65 de janvier 1994, p. 30 ;
- 2003 : Musica nocturna delle trete di Madrid - Orchestre de chambre de Stuttgart (Die Röhre – The tube, SACD Tacet S74) (OCLC 842884776)
- 2005 : Fandango (G.448), Sinfonie (G.517, G.511), & La Musica Notturna di Madrid (G.324) - Le Concert des Nations, Jordi Savall (SACD Alia Vox AVSA9845) (OCLC 67140774)
Cet enregistrement a fait l'objet d'une bonne critique de Roger-Claude Travers (5 diapasons) dans le magazine Diapason, no 532, janvier 2006, p. 83 : « Joli moment aussi avec la Musica Notturna delle strade di Madrid. Les couleurs du Minuetto dei ciechi (« menuet des mendiants aveugles ») sont un rien trop lumineuses et raffinées pour une saynète populaire, et dans Passa calle (Los Manolos), Bruno Cocset, chanteur des rues pour un jour, offre toute la verve de son violoncelle. Joyeuse troupe enfin pour La Ritirata (la relève de la garde), où le concert des Nations aurait pu accentuer l'effet descriptif de la soldatesque arrivant, passant et s'éloignant, par un crescendo-decrescendo. Tant pis. » ;
- 2011[22] : La musica notturna delle strade di Madrid - Cuarteto Casals (septembre 2010, Arles, Harmonia Mundi HMC 902092) (OCLC 750202513).
Cet enregistrement a fait l'objet d'une bonne critique de Jean-Noël Coucoureux dans Classica no 135, septembre 2011, p. 93-94 : « Voilà un CD idéal pour qui souhaiterait découvrir la musique de chambre de Boccherini. […] L'interprétation est de très bonne facture, équilibrée et raffinée comme en témoigne la lecture de « La Musica Notturna delle strade di Madrid » à laquelle manquent cependant la verve narrative et la truculence qu'instillait Savall. »
- 2018 : 
  - À Portuguesa, Concertos et sonates ibériques. Transcription pour orchestre à cordes et clavecin d'Andreas Staier - Orquestra barroca casa da música, Andreas Staier, clavecin et direction (février 2018, SACD Harmonia Mundi) (OCLC 1085567896)
  - Quattro versioni originali della « Ritirata Notturna di Madrid » di Luigi Boccherini, orchestration de Luciano Berio - Orchestre symphonique de Bâle, dir. Ivor Bolton (31 août/6 septembre 2018, Sony)

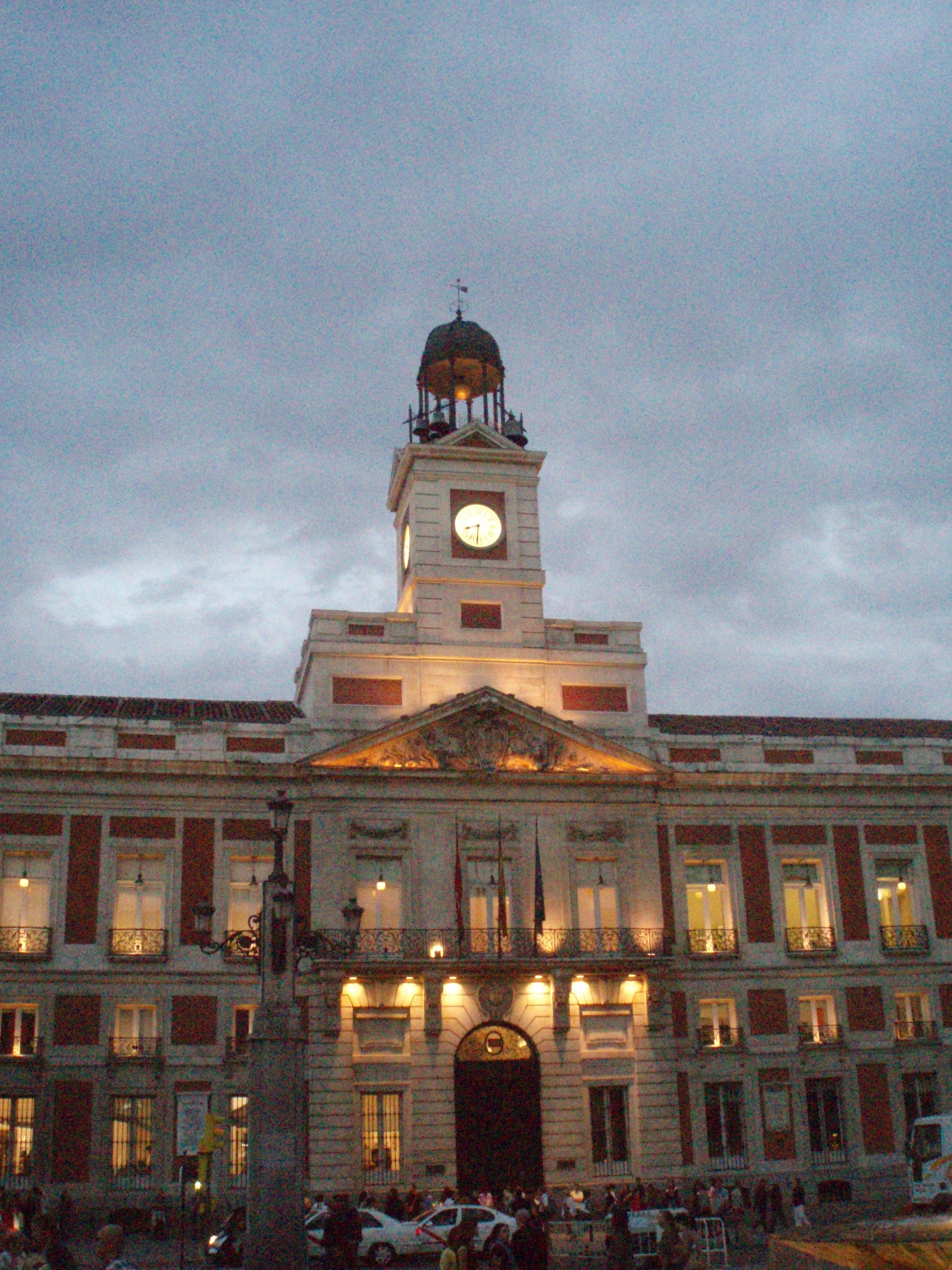
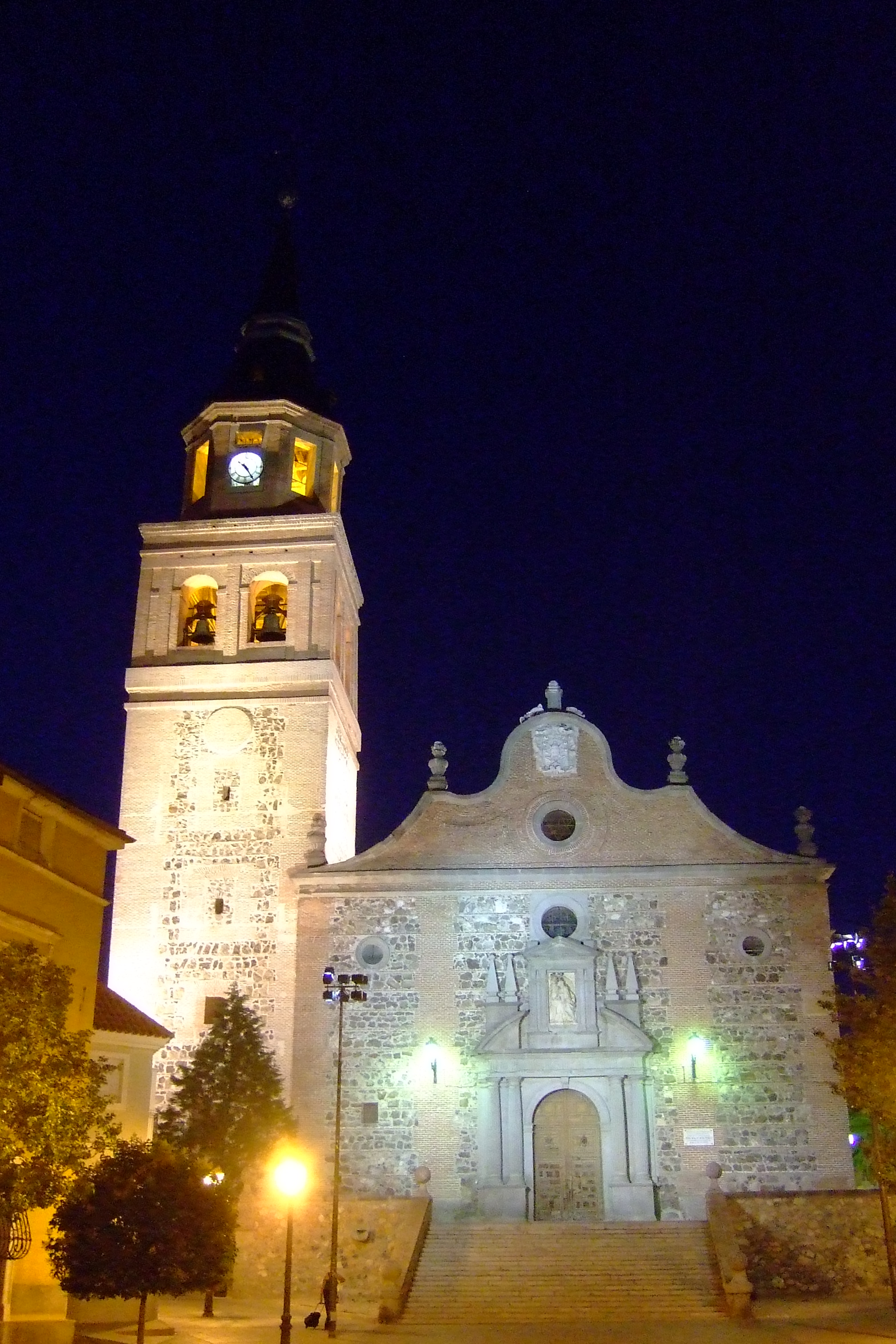

## Cinéma et télévision
La Musica Notturna delle strade di Madrid a été reprise trois fois au cinéma et deux fois à la télévision.

### Au cinéma
En 1980, dans La Chasse de William Friedkin avec Al Pacino. Dans une scène du début du film dans laquelle le policier Steve Burns (Al Pacino) et sa petite amie Nancy Gates (Karen Allen) discutent de sa nouvelle mission, les premières mesures du mouvement Passa calle se font entendre en fond sonore.
En 2003, dans Master and Commander : De l'autre côté du monde de Peter Weir. Le capitaine Jack Aubrey du HMS Surprise incarné par Russell Crowe en compagnie de son chirurgien Stephen Maturin (Paul Bettany) interprètent dans une scène du film un arrangement pour violon et violoncelle du cinquième mouvement Passa calle, vers 2 h 00, juste avant le générique de fin.
En 2015, dans  Loin de la foule déchaînée  de Thomas Vinterberg avec Carey Mulligan et Matthias Schoenaerts.

### À la télévision
En 2004, dans le téléfilm La Revanche de Sherlock Holmes diffusé sur la chaîne BBC One.
En 2012, dans l'épisode no 12 Assignés levez-vous ! de la saison 3 de la série télévisée The Good Wife.

## Pour approfondir